# U-710
Unterseeboot 710 foi um submarino alemão do Tipo VIIC, pertencente a Kriegsmarine que atuou durante a Segunda Guerra Mundial.
O U-710 esteve em operação entre os anos de 1942 e 1943, realizando neste período uma patrulhas de guerra, na qual não afundou nenhuma embarcação aliada.
Foi afundado  no dia 24 de abril de 1943 por cargas de profundidade lançadas de um B-17 Fortress.

## Comandantes
| Comandante                   | Data                                        |
| ---------------------------- | ------------------------------------------- |
| Oblt. Dietrich von Carlewitz | 2 de setembro de 1942 - 24 de abril de 1943 |

## Subordinação
Durante o seu tempo de serviço, esteve subordinado às seguintes flotilhas:
| Período                                    | Flotilha                  |
| ------------------------------------------ | ------------------------- |
| 2 de setembro de 1942 - 1 de abril de 1943 | 5. Unterseebootsflottille |
| 1 de abril de 1943 - 24 de abril de 1943   | 7. Unterseebootsflottille |

## Coordenadas
1. ↑  em posição 61° 25' N 19° 48' O